# Брда (Калиновик)
Брда је насељено мјесто у општини Калиновик, Република Српска, БиХ. Према попису становништва из 1991. године у насељу је живјело 12 становника. Према попису из 2013. у насељу није било становника.

## Историја
Дио насеља Брда је послије потписивања Дејтонског споразума припао Граду Коњицу у Херцеговачко-неретванском кантону, Федерација Босне и Херцеговине.

## Становништво
| Националност | 2013. | 1991.     | 1981.     | 1971.     | 1961. | 1953. | 1948. |
| Муслимани    | –     | 12 (100%) | 27 (100%) | 52 (100%) | –     | –     | –     |
| Укупно       | 0     | 12        | 27        | 52        | –     | –     | –     |

| Демографија | Демографија | Демографија |
| Година      | Становника  | Становника  |
| ----------- | ----------- | ----------- |
| 1971.       | 52          |             |
| 1981.       | 27          |             |
| 1991.       | 12          |             |
| 2013.       | 0           |             |